# 普莱恩费尔德 (萨尔茨堡州)
普莱恩费尔德是奥地利萨尔茨堡州萨尔茨堡城郊县的一个市镇。总面积5.21平方公里，总人口1207人，人口密度231.7人/平方公里（2005年）。